# Stenoonops macabus
Stenoonops macabus är en spindelart som beskrevs av Arthur M. Chickering 1969. Stenoonops macabus ingår i släktet Stenoonops och familjen dansspindlar.
Artens utbredningsområde är Jamaica. Inga underarter finns listade i Catalogue of Life.